# الدراية بالعلامة التجارية

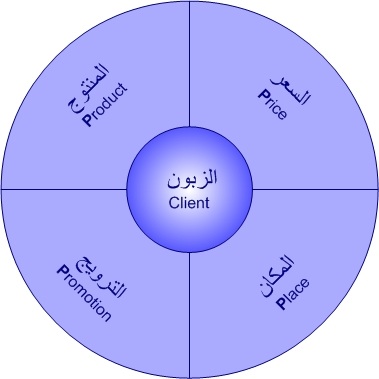
العناصر الأربعة لسياسة تسويقية جيدة

الدراية بالعلامة التجارية (بالإنجليزية: Brand awareness)‏ هو مصطلح يشير إلى الحد الذي يكون فيه العملاء قادرين على تذكر علامة تجارية ما أو التعرف عليها. تُعد الدراية بالعلامة التجارية أحد الاعتبارات الرئيسة في سلوك المستهلك، وإدارة الإعلان، وإدارة العلامات التجارية، وتطوير الاستراتيجية. تُعتبر قدرة المستهلك على التعرف على علامة تجارية ما أو تذكرها أمرًا رئيسًا لاتخاذ قرار الشراء. لا يمكن أن يتم الشراء إلا في حال كان المستهلك مدركًا لفئة المنتَج وللعلامة التجارية في هذه الفئة. لا تعني الدراية بالعلامة التجارية بالضرورة أنه على المستهلك أن يتمكن من تذكر اسم علامة تجارية معينة، لكن عليهم تذكر ميزات مختلفة كافية لإتمام عملية الشراء. على سبيل المثال، في حال طلبت مستهلكة ما من أحد أصدقائها شراء علكة «بعلبة زرقاء»، من المتوقع أن يعرف الصديق أي علكة عليه أن يشتري، على الرغم من أن أيًا منهما غير قادر على تذكر اسم العلامة التجارية في ذلك الوقت.
حُددت أنواع مختلفة للدراية بالعلامة التجارية، وتُدعى تذكر العلامة التجارية والتعرف على العلامة التجارية. يناقش باحثون مهمون فكرة أن الأنواع المختلفة للدراية بالعلامة التجارية تعمل بطرق مختلفة جذريًا، وأن لذلك آثارًا مهمة على عملية قرار الشراء وعلى الاتصالات التسويقية. يرتبط مفهوم الدراية بالعلامة التجارية بشكل وثيق بمفاهيم مثل المجموعة المستدعاة والمجموعة محل الاعتبار التي تصف جوانب معينة من قرار المستهلك بالشراء. تتضمن مجموعة محل الاعتبار لدى المستهلكين افتراضًا ثلاث إلى سبع علامات تجارية من بين مجموعة كبيرة من فئات المنتَج. سيشتري المستهلكون عادة من واحدة من العلامات التجارية التي تحتل المراتب الثلاثة الأولى في المجموعة محل الاعتبار الخاصة بهم.
تُعد الدراية بالعلامة التجارية مؤشرًا رئيسًا لأداء العلامة التجارية التنافسي في السوق. نظرًا لأهمية الدراية بالعلامة التجارية في قرار الشراء لدى المستهلك، طور المسوقون عددًا من المقاييس المصممة لقياس الدراية بالعلامة التجارية، بينما تقيس مقاييس أخرى صحة العلامة التجارية. تُعرف هذه المقاييس كلها باسم مقاييس الدراية، والسلوكيات، والاستخدام.
لضمان نجاح منتج أو علامة تجارية ما، يجب أن تُدار مستويات الدراية طوال فترة دورة حياة المنتج -منذ إطلاقه وصولًا إلى فترة انحداره في السوق. يراقب العديد من المسوقين مستويات الدراية بالعلامة التجارية بشكل منتظم، وفي حال انخفاضها إلى ما دون العتبة المحددة مسبقًا، تُكثف الجهود الإعلانية والترويجية حتى عودتها إلى المستوى المرغوب.

## أهمية الدراية بالعلامة التجارية
ترتبط الدراية بالعلامة التجارية بوظائف هوية العلامة التجارية في ذاكرة المستهلكين، ويمكن قياسها بمدى قدرة المستهلك على التعرف على العلامة التجارية في ظروف مختلفة. تُعتبر الدراية بالعلامة التجارية عاملًا رئيسًا أيضًا في فهم عملية اتخاذ المستهلك لقرار الشراء. يمكن أن تتنبأ الدراية القوية بالعلامة التجارية بنجاحها. وهي مقياس قوي لقوة العلامة التجارية أو أسهمها، وتلعب دورًا في تحقيق رضا العميل، والوفاء للعلامة التجارية، والعلاقة بينها وبين العميل.
تُعتبر الدراية بالعلامة التجارية مؤشرًا رئيسًا لأدائها في السوق. يستثمر المعلنون كل عام قدرًا كبيرًا من المال في محاولة لتحسين جميع مستويات الدراية بالعلامة التجارية. يراقب العديد من المسوقين مستويات الدراية بالعلامة التجارية بشكل منتظم، وفي حال هبوطها إلى ما دون العتبة المحددة، تُكثف الجهود الإعلانية والترويجية إلى حين عودة الدراية إلى المستوى المرغوب. يُعتبر وضع أهداف للدراية بالعلامة التجارية قرارًا رئيسًا في التخطيط للتسويق وتطوير الاستراتيجية.
تُعتبر الدراية بالعلامة التجارية أحد الأصول الرئيسية للعلامة التجارية التي تضيف قيمة إلى المنتج، أو الخدمة، أو الشركة. من الممكن أن يؤدي الاستثمار في بناء الدراية بالعلامة التجارية إلى ميزات تنافسية مستدامة، وبالتالي يؤدي إلى خلق قيمة على المدى الطويل.

## سهم العلامة التجارية
سهم العلامة التجارية هو مجموع الأصول والخصوم المرتبطة بها، مثل اسمها وشعارها، والاختلاف هو القيمة التي يقدمها المنتج، أو الخدمة، أو الشركة، أو عملاء الشركة. ليكون للأصول والخصوم تأثيرات على سهم العلامة التجارية، عليها أن تكون مرتبطة باسمها أو شعارها. في حال تغير اسم العلامة التجارية أو شعارها، عندها من الممكن أن ينعكس ذلك سلبًا أو إيجابًا على أصولها وخصومها، بينما يتم تغيير بعضها لتلائم الاسم والشعار الجديدين. يعتمد سهم العلامة التجارية على أصولها وخصومها، ويمكن أن يختلف من عامل إلى آخر، مثل الوفاء للعلامة التجارية، والدراية باسمها، وكيفية تفهم العميل لجودتها، وأصول أخرى مملوكة مثل براءات الاختراع والعلامة التجارية.

## إنشاء الدراية بالعلامة التجارية والحفاظ عليها
من الممكن أن يزيد الإعلان عن العلامة التجارية من احتمال إضافة العميل لعلامة تجارية معينة إلى مجموعة محل الاعتبار الخاصة به. للنفقات الإعلانية المرتبطة بالعلامة التجارية تأثير إيجابي على مستويات الدراية بالعلامة التجارية. افتراضيًا، يزيد أي شيء يعرض المستهلكين للعلامة التجارية من الدراية بها. «يحسن العرض المتكرر للعلامة التجارية من قدرة المستهلكين على التعرف على العلامة التجارية وتذكرها». من الممكن أن تزيد مشاهدة الإعلانات الخاصة بالعلامة التجارية من دراية المستهلك بها وتسهل معالجة المستهلك للمعلومات الموجودة، بالتالي يمكن لذلك أن يزيد من تذكر المستهلك للعلامة التجارية وتعزيز موقفه منها.
لزيادة احتمال قبول السوق لمنتج ما، من المهم خلق مستويات عالية من الدراية بالعلامة التجارية في المراحل الأولى من دورة حياة المنتج أو العلامة التجارية. لتحقيق دراية عالية المستوى، اعتمد المسوقون بشكل تقليدي على حملات إعلانية مكثفة، خصوصًا في مرحلة إطلاق المنتج. لتكون الحملة الإعلانية المكثفة ناجحة، عليها أن تسلك سلوكين، الأول هو النطاق الواسع (تعريض عدد أكبر من الأشخاص إلى الرسالة)، والثاني هو التكرار (تعريض الناس عدة مرات إلى الرسالة). اعتُبر الإعلان، وخصوصًا الإعلان عن طريق وسائل الإعلام، الوسيلة الأكثر فعالية من حيث التكلفة للوصول إلى أعداد جماهيرية كبيرة بتواتر مرتفع نسبيًا للوصول إلى مستويات عالية من الدراية بالعلامة التجارية. مع ذلك، يمكن أن تصبح الحملات الإعلانية المكثفة مكلفة جدًا، ومن النادر أن تبقى مستدامة لوقت طويل. يوضح الحداد (2015) أن الدراية بالإعلان تشكل مصدرًا جيدًا لمعنى علامة تجارية ما وهويتها عن طريق تعزيز الدراية بها وبصورتها على وسائل التواصل الاجتماعي.
بينما يدخل منتيج جديد مرحلة نمو السوق، يميل عدد المنافسين إلى الارتفاع، ما يؤثر على الحصة السوقية. من الممكن أن يحتاج المسوقون إلى الحفاظ على الدراية في مستويات محددة مسبقًا لضمان ثبات المبيعات والحصة السوقية. عادة ما يعتمد المسوقون على «قواعد عامة» لتقدير قيمة التكاليف الإعلانية المطلوبة لتحقيق مستوى معين من الدراية. على سبيل المثال، من المُعتقد أنه لزيادة الدراية بعلامة تجارية ما بنسبة واحد بالمئة فقط، كان من الضروري مضاعفة المبلغ المنفق على الإعلان.
عندما تتأسس علامة تجارية ما وتحصل على مستوى الدراية المرغوب (الذي يُحدد عادة في الخطة التسويقية)، سبنتقل المعلنون عن العلامة التجارية من إجراء حملة إعلانية مكثفة إلى حملة تذكيرية. هدف الحملة التسويقية ببساطة إبقاء الجمهور المستهدف مدركًا لوجود العلامة التجارية وإحياء العرض الذي تقدمه. عادة ما تتبع الحملة التذكيرية طريقة النطاق الواسع، لكن بتكرار أقل وبالتالي تكون التكاليف أقل. تُستخدم الحملات التذكيرية من قبل العلامات التجارية المُنشأَة سابقًا، عند دخولها مرحلة النضج في دورة حياة المنتج.